# زمین‌لرزه ۱۳۸۳ زرند
زمین‌لرزه زرند در تاریخ ۲۲ فوریه ۲۰۰۵ میلادی، برابر با ‎۴ اسفند ۱۳۸۳، ساعت ۲:۲۵:۲۲ به زمان یوتی‌سی و ۵:۵۵:۲۲ به وقت محلی در ایران، استان کرمان شهرستان زرند رخ داد. ژرفای این زلزله ۷ کیلومتر بود، و بزرگی آن ۶٫۴ در مقیاس Mw اعلام شده‌است. زمین‌لرزه به وقت محلی در روز سه‌شنبه. ۱۳۸۳/۱۲/۴ روی داده و منطقه زمانی آن یوتی سی ۳٫۵+ بوده‌است.
سازمان زمین‌شناسی آمریکا نیز رومرکز این زمین‌لرزه را در مختصات ۳۰°۴۵′۱۴″شمالی ۵۶°۴۸′۵۸″شرقی / ۳۰٫۷۵۴°شمالی ۵۶٫۸۱۶°شرقی و ژرفای آنرا در ۱۴ کیلومتر گزارش کرده‌است. بزرگی برگزیدهٔ این سازمان از میان بزرگیهای محاسبه‌شدهٔ مختلف ۶٫۴ در مقیاس Mw بوده و از دید اثر، در میان این چهار دسته‌بندی «نامحسوس»، «محسوس»، «زیان‌آور» یا «با تلفات»، زلزله را «با تلفات» اعلام کرده‌است. برآورد نشان می‌دهد که نزدیک به ۸۰۰۰ ساختمان در زمین‌لرزه آسیب دیده یا خراب شده‌است.

شمار کشتگان زلزله حدود ۹۱۲ نفر بوده‌است. تعداد زخمیان ۱۴۱۱ نفر برآورده شده‌است.